# (92585) Fumagalli
(92585) Fumagalli est un astéroïde de la ceinture principale.

## Description
(92585) Fumagalli est un astéroïde de la ceinture principale. Il fut découvert le 7 août 2000 à Gnosca par Stefano Sposetti. Il présente une orbite caractérisée par un demi-grand axe de 2,43 UA, une excentricité de 0,21 et une inclinaison de 1,7° par rapport à l'écliptique.
Il porte le nom de Francesco Fumagalli (né en 1958), fabricant italien de télescope et astronome amateur observant des étoiles variables.

## Compléments